# Únice
Únice falu és önkormányzat (obec) Csehország Dél-csehországi kerületének Strakonicei járásában. Területe 9,75 km², lakosainak száma 52 (2008. 12. 31). A falu Strakonicétől mintegy 7 km-re északnyugatra, České Budějovicétől 59 km-re északnyugatra, és Prágától 95 km-re délnyugatra fekszik.
A település első írásos említése 1308-ból származik.

## Az önkormányzathoz tartozó települések
- Únice
- Hubenov

## Népesség
A település népessége az elmúlt években az alábbi módon változott:
| Lakosok száma | 202  | 220  | 164  | 119  | 60   | 42   | 61   | 60   | 64   | 64   |
|               | 1869 | 1890 | 1921 | 1950 | 1980 | 2001 | 2017 | 2019 | 2022 | 2024 |